# Enicospilus tricorniatus
Enicospilus tricorniatus är en stekelart som beskrevs av Rao och Nikam 1970. Enicospilus tricorniatus ingår i släktet Enicospilus och familjen brokparasitsteklar. Inga underarter finns listade i Catalogue of Life.